# Mirosław Książek
Mirosław Książek – polski aktor teatralny, absolwent Akademii Sztuk Teatralnych im. Stanisława Wyspiańskiego w Krakowie. Związany ze sceną Teatru Rozrywki w Chorzowie oraz Teatrem Małych Form POKO.
Najważniejsze role w Teatrze Rozrywki:
- Cicha noc J. Makselona – Józef
- Opera za trzy grosze B. Brechta i K. Weilla – Filch
- Czarodziej z krainy Oz H. Arlena, E. Y. Harburga i J. Kane’a – Strach na Wróble
- Monachomachia B. Rudnickiego wg I. Krasickiego – Gaudenty
- Cabaret J. Kandera i F. Ebba – Celnik / Cliff
- Ocean Niespokojny A. Rybnikowa i A. Wozniesienskiego – Chwostow
- Skrzypek na dachu J. Steina, J. Bocka i S. Harnicka – Abram
- Okno na Parlament R. Cooneya – Ronnie
- Ubu król, czyli Polacy A. Jarry’ego – Piła
- Tango Oberiu 1928 Ł. Czuja – Mikołaj Olejnikow
- Człowiek z La Manchy M. Leigha, D. Wassermana i J. Dariona – Proboszcz Perez
- Ptasiek R. Talarczyka wg W. Whartona – Ptasiek
- Dzieła wszystkie Szekspira w nieco skróconej formie wg W. Szekspira
- W 80 dni dookoła świata po stu latach J. Bielunasa wg J. Verne’a – Fileas Fogg
- Dyzma – musical W. Młynarskiego i W. Korcza – Ulanicki
- O co biega? P. Kinga – Clive Winton
- Bal u Wolanda Ł. Czuja wg M. Bułchakowa – Warionucha
- Odjazd F. Apkego – Adam
- West Side Story L. Bernsteina – Glad Hand
- Canterville Ghost J. Williamsa – Duch Sir Simona
- Jekyll & Hyde F. Wildhorna i L. Bricusse’a – Simon Stride
- Przygoda fryzjera damskiego Ł. Czuja wg E. Mendozy – Santi
- Oliver! L. Barta – Pan Sowerberry
- Wesołe kumoszki – musical G. Dorana, P. Englishby’ego i R. Bolta – Doktor Caius
- Przebudzenie wiosny S. Satera i D. Sheika – Herr Rilow / Herr Stiefel / Doktor von Brauseulver
- Kogut w rosole S. Lokica – Lewis